# Mooreobdella bucera
Mooreobdella bucera är en ringmaskart som beskrevs av Moore 1949. Mooreobdella bucera ingår i släktet Mooreobdella och familjen hundiglar. Inga underarter finns listade i Catalogue of Life.